# Kórotxa

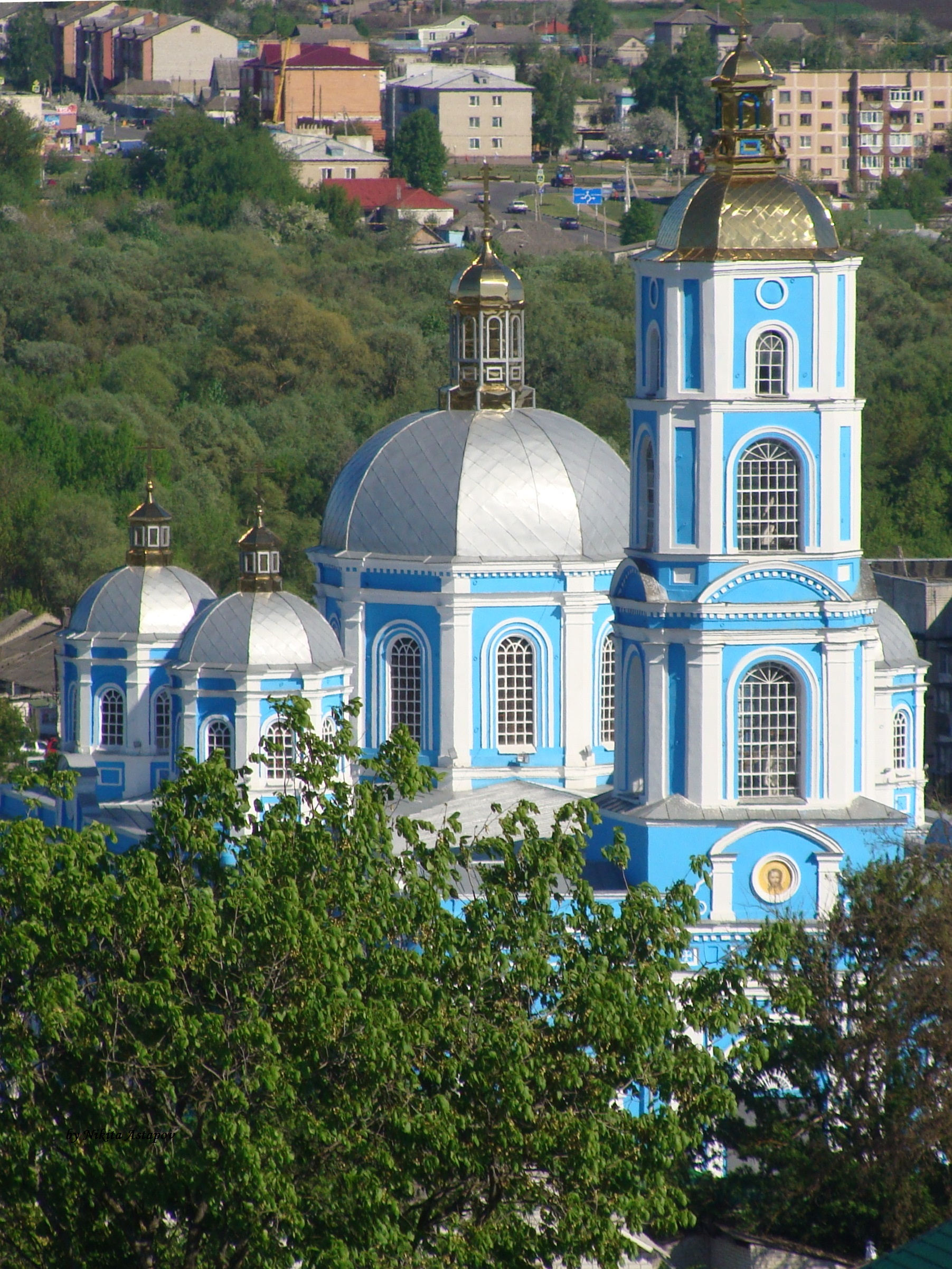

Kórotxa - Короча (rus) - és una ciutat de l'óblast de Bélgorod, a Rússia.

## Història
Des de la primera part del segle xvii hi havia a Kórotxa una petita fortalesa russa. El seu desenvolupament cresqué a partir del 1638 per l'establiment de la línia de defensa Bélgorod-Tambov-Simbirsk contra els tàtars de Crimea; aleshores era la frontera sud de l'Imperi Rus. La vila s'anomenà al començament Krasni Górod na Kórotxe, i després només Kórotxa. Rebé l'estatus de ciutat el 1708.
Fins a començaments del segle XX Kórotxa era una de les principals ciutats de la regió, però començà a perdre importància. Durant la Segona Guerra Mundial fou ocupada per la Wehrmacht l'1 de juliol del 1942 i fou alliberada per l'Exèrcit Roig el 7 de febrer del 1943.